# Paravakar
Paravakar (en arménien Պառավաքար) est une communauté rurale du marz de Tavush, en Arménie. Elle compte 1 735 habitants en 2008.